# Markus E. Wegner
Markus Ernst Wegner (* 11. März 1953 in Hamburg) ist deutscher Politiker (CDU, Statt Partei). Er war von 1993 bis 1997 Mitglied der Hamburgischen Bürgerschaft.

## Leben
Markus Wegner ist Sohn des Hamburger Verlegers Christian Wegner (1893–1965) und dessen dritter Ehefrau Margot Kippenberg, geborene Becker (1923–1980). Von 1966 bis 1974 besuchte er das Nordsee-Gymnasium in Sankt Peter-Ording. Nach dem Wehrdienst nahm er ein Studium der Kunstgeschichte und Rechtswissenschaft an der Universität Hamburg auf (1976–1983). Seit 1983 ist er selbständig tätig. Wegner ist verheiratet und hat einen Sohn sowie eine Tochter. Halbbrüder sind der Autor und Verleger Matthias Wegner sowie der Verleger Christian Strasser.
Wegner ist Gastautor der Achse des Guten.

## Politische Aktivität
Markus Wegner initiierte 1993 den ersten erfolgreichen Einzug einer Wählervereinigung in ein bundesdeutsches Landesparlament (Hamburger Bürgerschaft). Die Vereinigung Demokratische Offenheit e. V. (1991) und Mehr Demokratie in Hamburg (1996) wurden von Wegner mitgegründet.

### CDU
Bereits 1977 war Wegner in die CDU, die Junge Union und den RCDS eingetreten (u. a. war er Landesvorsitzender des RCDS und Mitglied im Konzil und im Akademischen Senat der Universität Hamburg 1978–1982).
1989 schloss Wegner sich einer CDU-internen kritischen Gruppe an, zu denen u. a. der Politologe Winfried Steffani, der Rechtsprofessor Karl Albrecht Schachtschneider, der ehemalige Bundestagsabgeordnete Gerhard Orgaß und der Architekt Leonhard Hoffmann angehörten. Dieser bisweilen 100 Personen umfassende Gesprächskreis für christlich-demokratische Politik in Hamburg wurde in der Öffentlichkeit Hamburgs als CDU-Rebellen bekannt. Thema ihrer Kritik war der Mangel an Streitkultur und Demokratie unter dem damaligen langjährigen CDU-Vorsitzenden Jürgen Echternach und seinem späteren Nachfolger Dirk Fischer. Der Führung der CDU Hamburg wurde vorgeworfen, Kandidatenaufstellungen für Bürgerschaftswahlen undemokratisch „auszukungeln“ und Mitgliedern den Zugang bzw. die Einsichtnahme in die Mitgliederlisten der Partei zu verwehren. Diese Vorwürfe standen schon lange im Raum: 1971 waren „18 Dissidenten“ mit einer öffentlichen Erklärung im SPIEGEL ausgetreten, die sich über die Machtmethode der „fliegenden Bezirke“ beschwerten, die von Fischer und Echternach organisiert wurden – die Rede war von einem „parakriminellen Milieu“, dem man nicht mehr angehören wollte.
Zusammen mit Steffani u. a. führte Wegner mehrere Parteigerichtsverfahren in der CDU, um zu erreichen, dass das normale Mitglied genauso wie ein Vorstand erfahren darf, wer mit ihm der jeweiligen Parteigliederung angehört, um eine Chancengerechtigkeit zwischen Vorstandsmitgliedern und „einfachen“ Mitgliedern zu erreichen. Das Bundesparteigericht der CDU lehnte dies – bis heute – ab (Az.: CDU-BPG 5/91 R). Den aussichtsreichen Weg erneut über die ordentlichen Gerichte bis zum Bundesverfassungsgericht zu gehen, hätte aber Jahre gedauert. Steffani reichte wenige Tage nach dem Bundesparteigerichtsbeschluss seine Ehrenplakette der Konrad-Adenauer-Stiftung zurück und trat nach über 30-jähriger Mitgliedschaft aus der CDU aus. Wegner verließ später die CDU zum Zeitpunkt der mündlichen Verhandlung des Hamburgischen Verfassungsgerichts im Jahr 1993.

### Hamburger Neuwahlurteil
Mit weiteren Beteiligten hatte Wegner gegen das Ergebnis der Bürgerschaftswahlen von 1991 eine Wahlprüfungsbeschwerde vor dem Hamburgischen Verfassungsgericht sowie eine Wahlprüfungsbeschwerde gegen CDU-Wahlkreisnominierungen zur Bundestagswahl 1990 initiiert, um die Rechte von Mitgliedern und Kandidaten bei innerparteilichen Nominierungen klären zu lassen. Mit Hilfe des Bundesverfassungsgerichts erreichte Wegner eine Klärung von Kernbeständen demokratischer Wahl- und Verfahrensgrundsätze (BVerfGE 89, 243 ff.). Das Hamburger Verfassungsgericht bescheinigte am 4. Mai 1993 schwere demokratische Defizite im Kandidatennominierungsverfahren der Hamburger CDU, erklärte die Bürgerschaftswahlen von 1991 für ungültig und ordnete in der Geschichte der Bundesrepublik Deutschland zum ersten Mal Neuwahlen an.

### STATT Partei
Da das Verfassungsgericht jedoch keine Nachwahl für den Rest der Wahlperiode angeordnet, sondern der Bürgerschaft ein Selbstauflösungsrecht mit Neuwahlen gestattet hatte, gründete Wegner eine Wählergemeinschaft, um nunmehr selbst aus der Bürgerschaft heraus für eine neue „politische Kultur der Gerechtigkeit“ zu werben. Hauptanliegen Wegners war es, eine ausschließlich den Bürgern verantwortliche Politik zu bieten, die konstruktiv, kritisch und kontrollierend Regierungsverantwortung übernimmt. „Ab 30. Juni 1993 18 Uhr können Sie Hamburgs Politik in Ihre Hände nehmen“, lautete die Aufforderung an die Hamburger zur öffentlichen Gründungsversammlung der Wählergemeinschaft STATT Partei DIE UNABHÄNGIGEN. Mit Wegner als Vorsitzenden und einstimmig nominierten Spitzenkandidat gelang ihr nur 80 Tage später bei den Bürgerschaftswahlen mit rund 700 Anhängern der erfolgreiche Einzug in das Hamburger Landesparlament mit 5,6 % der Stimmen. Wegner schlug statt seiner selbst die parteilosen Senatoren Erhard Rittershaus (Wirtschaft) und Klaus Hardraht (Justiz) vor.
Mit der Statt Partei hatte Wegner vor, mehr Offenheit in der Politik zu erreichen, Bürgerverantwortung an Stelle von Parteienmacht zu setzen und statt Parteienideologie eine sachorientiertere Politik zu betreiben. Eines der Ziele sollte auch die anstehende Reform der Hamburger Verfassung sein, welches später mit der SPD aber nur in Teilen gelang. Da die GAL in Hamburg die Elbvertiefung, den Containerhafen Altenwerder und den Bau der vierten Elbtunnelröhre ablehnte, kam statt einer SPD/GAL-Regierung die Kooperation der SPD mit der STATT Partei zustande. Entscheidend hierfür war die anfänglich gute Zusammenarbeit zwischen Wegner und Bürgermeister Henning Voscherau, die die Zukunftsfähigkeit Hamburgs als Ziel hatte.
Wegner war von 1993 bis 1997 Mitglied in der Hamburger Bürgerschaft, Fraktionsvorsitzender der STATT Partei und zwei Jahre lang (1993–1995) Vorsitzender des Bürgerschaftsausschusses für Verfassung, Wahlprüfung und Geschäftsordnung. Im Dezember 1994 musste Wegner den Fraktionsvorsitz aufgeben, wohl da der SPD an einem Partner gelegen war, der die Regierung nicht zu sehr störte. Wegner hatte auf grundsätzliche Veränderungen der Verfassungsreform bestanden (u. a. beim Wahlrecht, der Einführung von Wahlkreisen, Abschaffung des aus seiner Sicht verfassungswidrigen ruhenden Mandates für Senatoren und der Herstellung der Öffentlichkeit bei Parlamentsausschüssen), wollte den „Ausverkauf der Stadt“ nicht länger mittragen und war für eine geringere Verschuldungspolitik der Hansestadt eingetreten. Bereits seit Mitte 1994 war die inzwischen bundesweit agierende Statt-Partei in heftige Turbulenzen gekommen, auf die Wegner mangels eines Parteiamtes keinen Einfluss mehr nehmen konnte.
1995 traten Wegner und sein Kollege Klaus Scheelhaase wegen weiterer Differenzen mit der Fraktion aus dieser und in Kenntnis der Zusammensetzung der verbliebenen Mitglieder aus der STATT Partei endgültig aus. Sie blieben bis zum Ende der Wahlperiode 1997 fraktionslose Abgeordnete.
Wegner sah weiterhin den dringenden Bedarf, über politische Gräben hinweg offene Gespräche zu führen, eigene Positionen zu hinterfragen und Minderheiten in Parteien stärker zu Wort kommen zu lassen. Mehr demokratische Mitwirkungsrechte der Bürger bei plebiszitären Abstimmungen und das Recht eines jeden Parteimitgliedes zu wissen, wer mit ihm Mitglied der Parteiorganisation ist, hält Wegner weiterhin für unabdingbare demokratische Rechte.

### AfD
Seit Mai 2013 war Wegner Mitglied der Alternative für Deutschland (AfD). In der Öffentlichkeit kritisierte er im Frühjahr 2014 die Parteiführung der AfD, als diese eine Satzung auf dem Erfurter Bundesparteitag durchsetzen wollte, die Wegners Ansicht nach „demokratische Grundsätze“ des Parteienrechts missachten würde.
Vor dem Parteitag der Hamburger AfD Anfang Oktober 2014 kritisierte Wegner den seiner Ansicht nach zu großen Einfluss früherer Mitglieder von „rechten“ Kleinparteien.
Anfang 2015 verließ Wegner die AfD nach 20 Monaten, was diese ausdrücklich begrüßte. Wegner warf der AfD vor, sie „entpuppe sich ... zu einer der Demokratie widersinnigen kultartigen Bewegung.“, verwies auf „diktatorische Merkmale“, „ausgesprochenen Führerkult“ und Anzeichen „von innerparteilicher Übernahme neofaschistischer Macht“.

## Veröffentlichungen
- mit Helmut Stubbe da Luz: Demokratie, Offenheit und Transparenz der Parteien: Elf Leitsätze für die Novellierung des Parteiengesetzes. In: Zeitschrift für Parlamentsfragen (ZParl). 24, Nr. 2, 1993, S. 189–200
- Für eine offene Demokratie. Ein Mann kämpft gegen die „Polit-Mafia“ und für die Erneuerung des Gemeinwesens. List, München/Leipzig 1994, ISBN 3-471-79152-3
- Eine Erinnerung an James Franck: …es muß auch Menschen meiner Art geben. In: Festschrift für das 125-jährige Jubiläum des Wilhelm Gymnasiums Hamburg. 2006
- Die AfD im politischen Nirwana Im Blog: Geolitico, 4. Juni 2014, abgerufen am 10. Oktober 2014